# Assa (película)
Assa (título original: Acca) es una película soviética de 1987 dirigida por Serguéi Soloviov. Es considerada un clásico de culto, principalmente porque fue una de las películas que llevó la música rock en Rusia de la escena underground al reconocimiento nacional. Soloviov filmó una secuela de la película veinte años después, titulada 2-ASSA-2.

## Sinopsis
La película tiene varias líneas argumentales. La trama principal tiene lugar en el invierno de 1980 y cuenta la historia de Alika (Tatiana Drubich), una joven enfermera que se queda en Yalta con su paciente y amante Krymov (Stanislav Govorujin), que es considerablemente mayor que ella. Krymov es el jefe de un grupo criminal y está siendo vigilado por ineptos agentes de la KGB, pero Alika no es completamente consciente de ello. En Yalta, Alika conoce a Bananan (Sergei "Afrika" Bugayev), un joven y excéntrico músico de rock underground, que la introduce en la contracultura soviética. Cuando Krymov descubre que Alika está iniciando una relación con Bananan, se pone celoso e intenta convencer a Bananan de que abandone a Alika completamente; ante su negativa, los secuaces de Krymov lo asesinan. Cuando le cuenta esto a Alika, ella lo asesina y es arrestada por la militancia, aunque es tratada con delicadeza.
Otra línea argumental menor muestra la historia del asesinato del zar Pablo I de Rusia. Está basada en un libro de Natan Eidelman, que Krymov lee a lo largo de la película. 

### Escenas experimentales y relación con la corriente del rock en Rusia

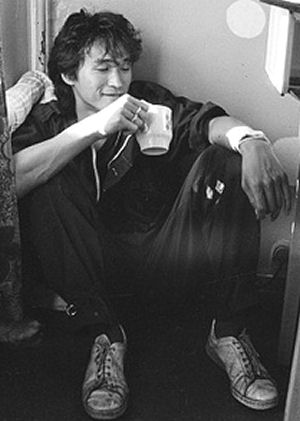
La leyenda del rock ruso Víktor Tsoi apareció en la película.

Además de las dos líneas argumentales convencionales, la película se destaca por tener muchas escenas experimentales vagamente relacionadas con la trama: Los sueños surrealistas de Bananan, "notas a pie de página" con explicación de la jerga del rock ruso y actuaciones de bandas como Aquarium, Bravo, Soyuz Kompozitorov, Yuri Chernavsky, Vesyolye Rebyata y Kinó. Boris Grebenshchikov de Aquarium escribió la banda sonora instrumental de la película y también se hace referencia a él en uno de los diálogos de la película, cuando Bananan le dice a Krymov que Grebenshchikov "es un Dios que irradia luz".
La memorable escena final de la película simboliza la liberación de la música rusa de las restricciones impuestas por el Estado. En la escena, que apenas tiene relación con la trama, el compañero de banda de Bananan lleva a Viktor Tsoi, el cantante de Kinó, a trabajar en un restaurante como cantante; el gerente del restaurante comienza a leerle las estrictas reglas que todos los artistas de restaurante deben seguir, pero en lugar de escucharlas, Tsoi va directamente al escenario y comienza a cantar "¡Quiero cambios!" ("Хочу перемен!"); después de algún tiempo la cámara se da la vuelta y muestra que no está en un restaurante, sino delante de una gran multitud de jóvenes admiradores en un teatro. Esta canción se asoció fuertemente con los cambios sociales en la Unión Soviética en los tiempos de la Perestroika y la Glásnost a finales de los años 1980, y el movimiento de oposición ruso Solidarnost la eligió como su himno.
Otra escena experimental muestra a uno de los secuaces de Krymov (Aleksandr Bashirov) siendo interrogado sobre las actividades criminales de Krymov. Intentando salir de la situación, finge estar loco y lee un monólogo sobre su traumatismo por la muerte de Yuri Gagarin. El monólogo fue improvisado por Bashirov.

## Reparto
| Actor                    | Personaje |
| ------------------------ | --------- |
| Serguéi "Afrika" Bugayev | 'Bananan' |
| Tatiana Drubich          | Alika     |
| Stanislav Govorujin      | Krymov    |
| Víktor Tsoi              | Él mismo  |

## Banda sonora
| Pista | Título                                           | Intérprete                              |
| ----- | ------------------------------------------------ | --------------------------------------- |
| 1     | Hello, Bananan Boy (Здравствуй, мальчик Бананан) | Yury Chernavsky y Vesiolie Rebiata      |
| 2     | I Go To You (Иду на ты)                          | Boris Grebenshchikov y Aquarium         |
| 3     | Air Force (ВВС)                                  | Aleksandr Sinitsin y Soyuz Kompozitorov |
| 4     | Chick Blues (Мочалкин блюз)                      | Boris Grebenshchikov y Aquarium         |
| 5     | The Plane (Плоскость)                            | Boris Grebenshchikov y Aquarium         |
| 6     | Old Kozlodoyev (Старик Козлодоев)                | Boris Grebenshchikov y Aquarium         |
| 7     | City Of Gold (Город золотой)                     | Boris Grebenshchikov y Aquarium         |
| 8     | Wonderful Land (Чудесная страна)                 | Jeanne Aguzarova y Bravo                |
| 9     | I Want Change (Хочу перемен)                     | Viktor Tsoi y Kinó                      |

## Recepción
La película es actualmente un clásico de culto. En el sitio web especializado Rotten Tomatoes, la cinta cuenta con un 79% de aprobación de parte de la audiencia, basada en 33 reseñas.